# Schizotetranychus sagatus
Schizotetranychus sagatus är en spindeldjursart som beskrevs av Davis 1969. Schizotetranychus sagatus ingår i släktet Schizotetranychus och familjen Tetranychidae. Inga underarter finns listade i Catalogue of Life.